# Macroglossum tangalleum
Macroglossum tangalleum là một loài bướm đêm thuộc họ Sphingidae. Nó được tìm thấy ở Sri Lanka.
Sải cánh dài 54.5 mm đối với con đực và 50.7 mm đối với con cái. Phía trên cánh trước rất giống với loài Macroglossum napolovi.